# Col de Bovinant
Le col de Bovinant est un col du massif de la Chartreuse situé sur la commune de Saint-Pierre-d'Entremont en Isère. Il est situé sur les contreforts nord-ouest du Grand Som, à 1 646 m d'altitude.